# يو إف سي 193
يو إف سي 193: روزي ضد هولم (بالإنجليزية: UFC 193: Rousey vs. Holm)‏ هو حدث لفنون القتال المختلطة نظمته يو إف سي، أُقيم في 14 نوفمبر 2015، على ملعب دوكلاندز في ملبورن، أستراليا.